# Afvalinterceptor

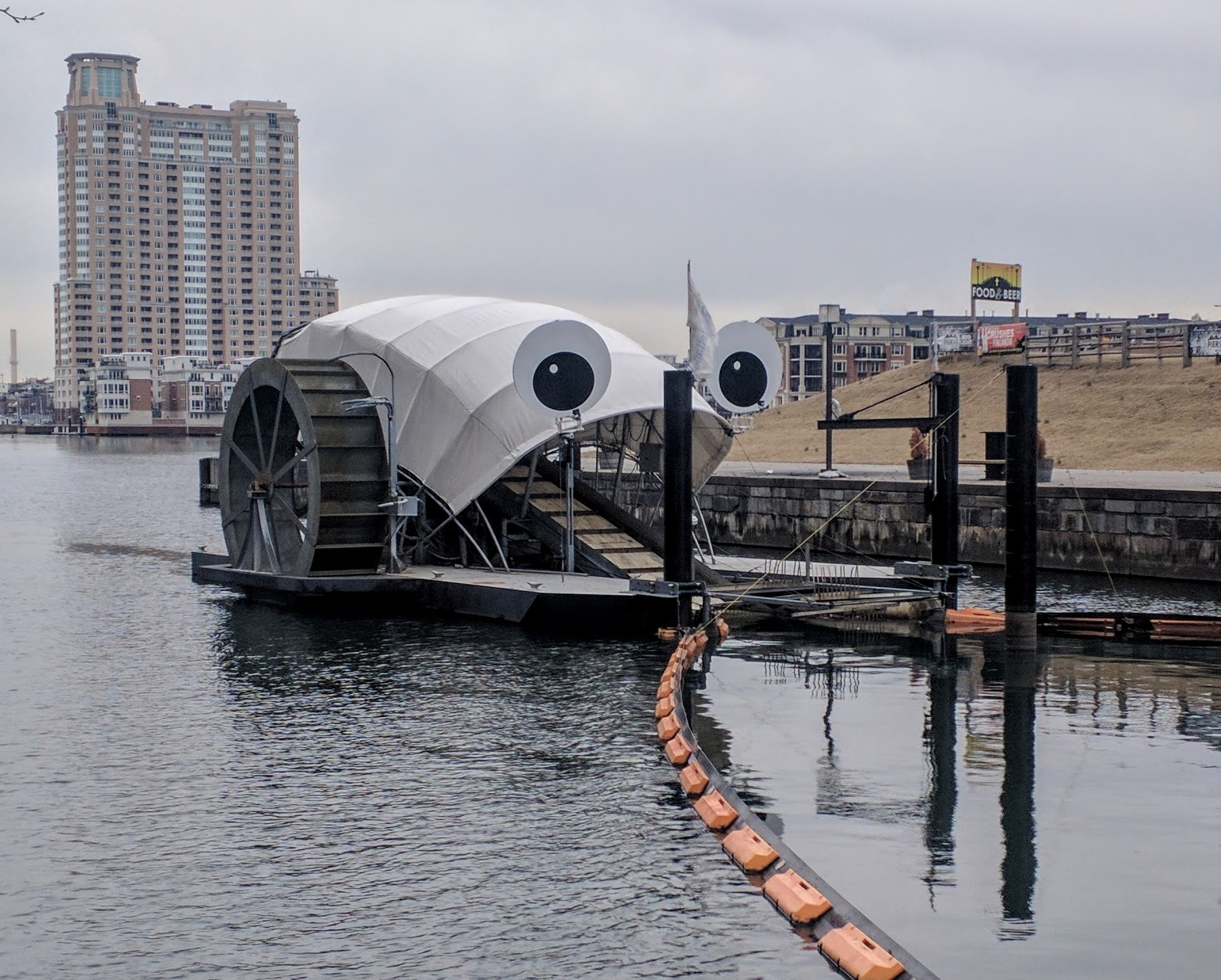
Mr. Trash Wheel

Een afvalinterceptor, afvalschepper of vuilnisschuit is een tuig waarmee op een wateroppervlak zoals een rivier of de zee het drijvend afval wordt opgevangen. Het gaat vooral om plasticafval, maar ook hout en andere drijvende voorwerpen. 
Op dit ogenblik zijn verschillende types van installaties in werking. Sommige projecten worden financieel ondersteund vanuit het Europese LIFE+-programma. 

## Actieve opvang
Deze vuilnisschuiten hebben autonome aandrijving, en vangen het vuil op voordat het naar een haven of de zee uitstroomt. Een baanbrekend voorbeeld is het Inner Harbor Water Wheel (“Mr Trash Wheel”), sedert 2008, in de haven van Baltimore (Maryland). Deze schuit wordt aangedreven door zonne-energie, en verzamelt drijvend afval in een vergaarbak. In 2016 werd een tweede installatie in gebruik genomen. 

## Passieve opvang
Met dit procédé wordt een passieve opvangarm of -ring gesleept naar, of verankerd op een plek in de rivier waar het vuil doorgaans met de stroming terechtkomt. Het afval moet daarna nog met een kraan worden opgeschept. Enkele voorbeelden:
- In de Theems verzamelt het Londense havenbedrijf reeds van begin deze eeuw drijfhout met behulp van een reeks "Passive Driftwood Collectors".[1] In 2015 werd een schoonmaakcampagne gelanceerd, en nu verschuift de focus naar "Passive Debris Collectors" die meer en meer plasticafval verzamelen.[2][3]
- In de Haven van Rotterdam zijn sedert 2017 plasticvangers in gebruik.[4]
- In Amsterdam werd in november 2019 een luchtbellenscherm (“Bubble Barrier”) in gebruik genomen in het Westerdok. Het scherm moet vooral klein, zwevend plastic uit het water van de Amsterdamse grachten halen, waardoor dit niet meer naar de Noordzee kan stromen.[5]
- In het Doeldok van de Haven van Antwerpen wordt eind 2019 een opvangarm geïnstalleerd voor plasticafval, en meer bepaald voor plastic pellets, die naar alle waarschijnlijkheid daar terechtkomen door de productie en transport van grondstoffen bij plasticfabrikanten Total en ExxonMobil.[6]
- De Vlaamse Waterweg overlegde in 2019 met onder meer Allseas en DEME voor het installeren van een viertal plasticvangers in het Scheldebekken.

## Opvang op zee
Op zee gaat het om het verzamelen van afval dat vanuit de rivieren in zee is terechtgekomen, of op volle zee uit schepen is gegooid. In 2012 werd met The Ocean Cleanup een project in die zin opgestart.   

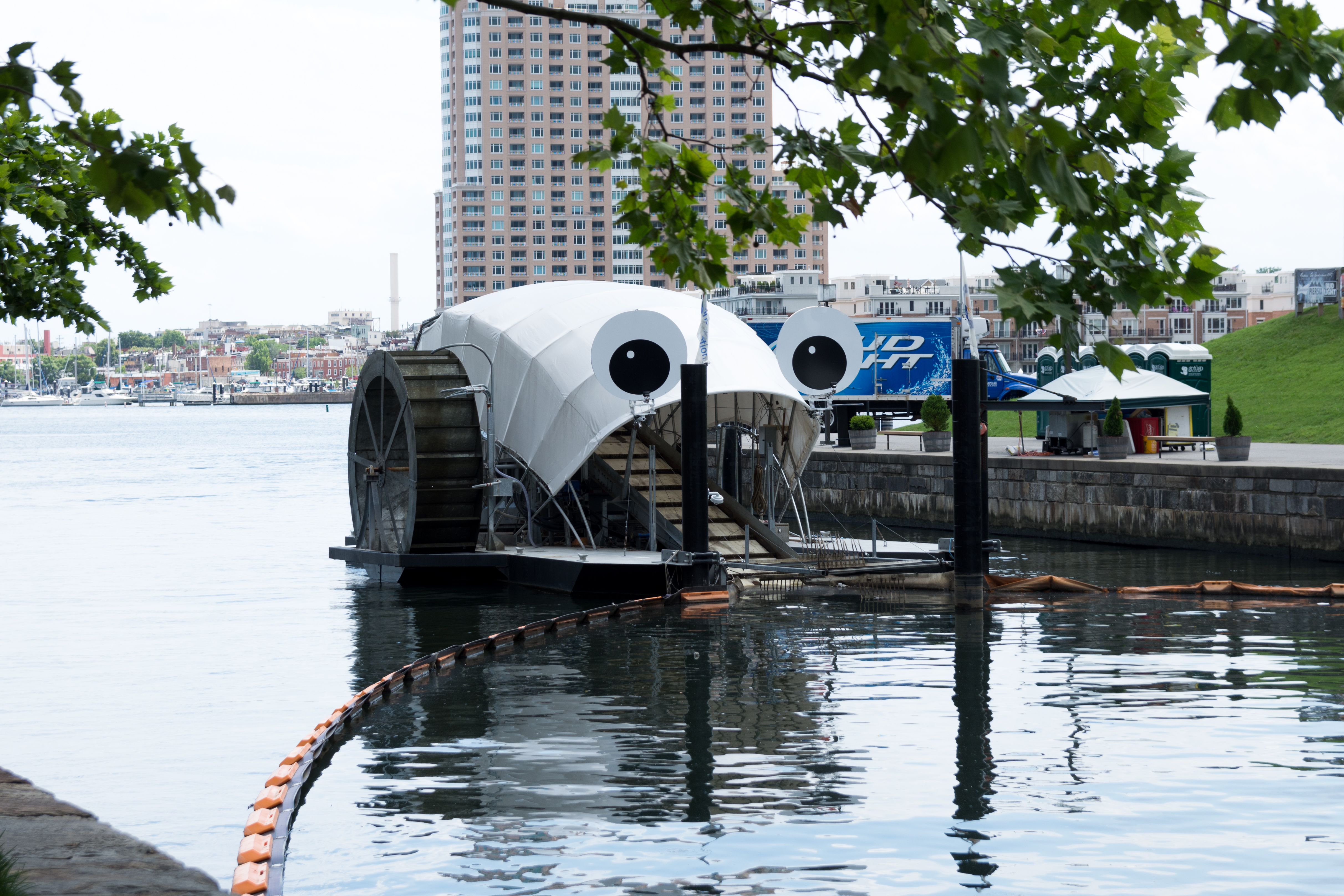
Mr. Trash Wheel
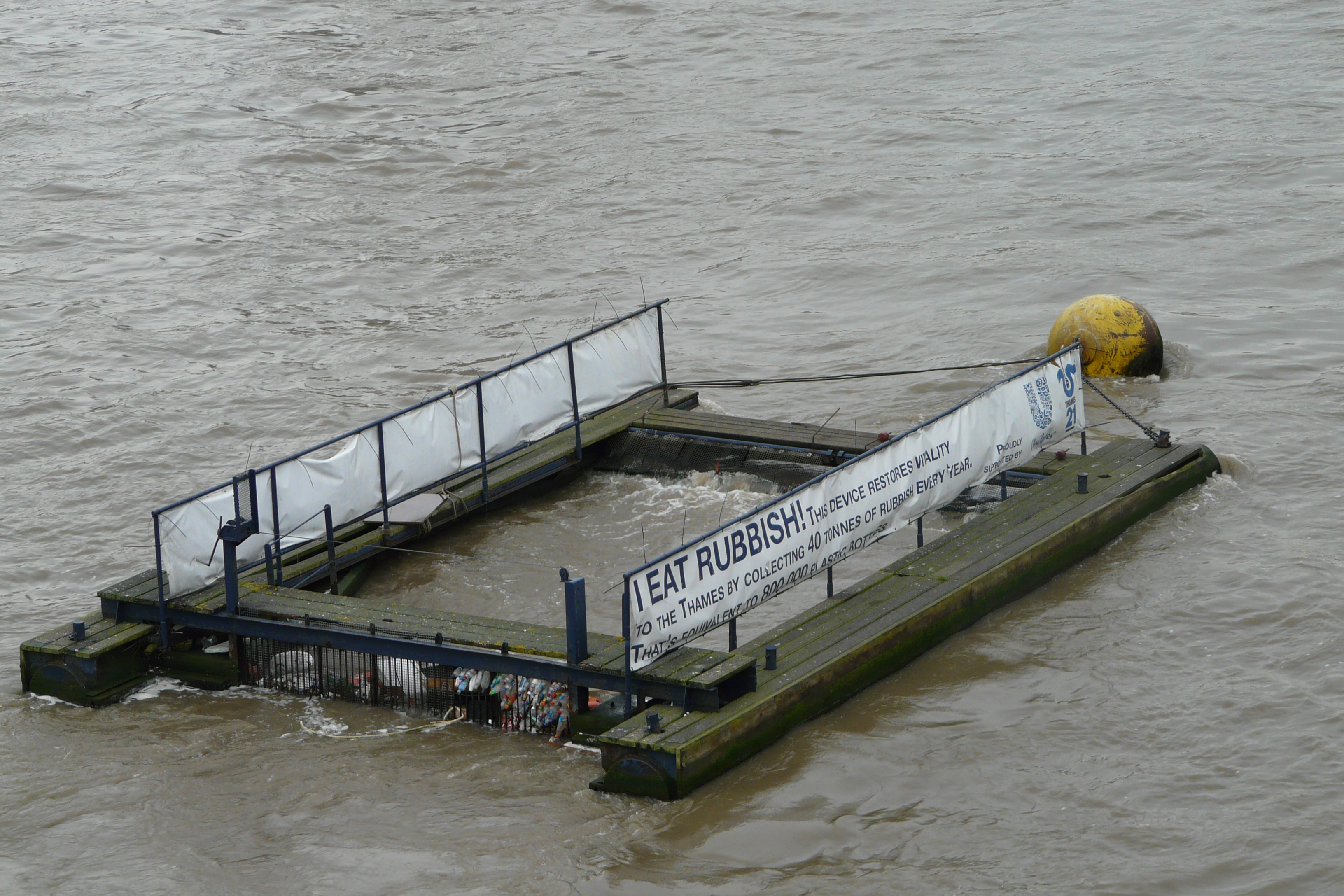
Afvalschuit op de Theems
Schema van The Ocean Cleanup